# Усадба
Усадбата в Руската империя е обособен недвижим имот с малко селище от селски тип или (по-късно) част от селище.
Представлява комплекс от жилищни здания, главното от които е дом на богатото семейство собственик на имота, заедно с прилежащите към него стопански, паркови и други постройки, често с религиозни сгради (параклис, църква и пр.), обикновено и с усадбен парк, съставляващи общо цяло.
Такива дворянски жилищни комплекси са изграждани в Русия още от Късното средновековие. Покъсно са строени също и в градове. Някои причисляват извънградските дворци към усадбите.

## Превод на термина
На български език няма точен превод. Често се превежда (частично вярно и като цяло неточно) като:
- имение – в Средновековна Русия тази дума означава феодално владение (което е обширно по обхват);
- чифлик – самостоятелен комплекс от дом със стопански постройки на заможен земевладелец (чифликчия, чорбаджия) извън населено място в негов земеделски имот, рядко със значителна художествена стойност.

## Историческо развитие
Терминът е с руски произход, свързан с историята на Руската империя, и се използва главно за владения с жилища на руски дворяни и заможни представители на други съсловия, отнасящи се към XVII – началото на XX век.
Разграничават следните основни категории усадби с особености, влияещи на външния им облик:
- на боляри (висши аристократи), XVII век,
- на помешчици (дребни аристократи), XVIII – XIX век,
- градски (рядко селски), XVIII – XIX век.

С течение на времето със замогването си помешчиците започват да следват примера на болярите да изграждат богати самостоятелни домове в селска местност, докато някои от последните, както и други представители на обществения елит, започват да строят и обзавеждат усадби в големите градове: главно в Москва, също в Санкт Петербург и в центровете на губернии.
Редица усадби са построени по оригинални творби на известни архитекти, представляващи днес паметници на руската архитектура. В усадбите на колекционери нерядко се събират значителни и ценни колекции от произведения на изобразителното и декоративно-приложното изкуство.
Някои усадби, принадлежали на меценати, получават известност като важни центрове на културния живот – например Абрамцево (Московска област). Други се прославят чрез своите знаменити собственици – като Тархани (Пензенска област), дом на поета Михаил Лермонтов.

## Днешно състояние
След Октомврийската революция от 1917 г. дворянските усадби са изоставени от собствениците им, огромната част от тях са ограбени и запуснати. В някои от най-известните усадби в СССР са създадени музеи – в Архангелское (Московска област), Кусково и Останкино (Москва), Ясная Поляна (Тулска област) и др.
По сведения на Националния фонд „Възраждане на руската усадба“ в Русия към края на 2007 г. се наброяват около 7 хил. усадби, явяващи се паметници на историята и архитектурата, като около 2/3 от тях се намират в разрушено състояние.

## Известни усадби
- Абрамцево, Московска област
- Архангелское, Московска област
- Кусково, Москва
- Останкино, Москва
- Тархани, Пензенска област
- Узкое, Москва
- Ясная Поляна, Тулска област